# Vitrail de la Résurrection du Christ (Triel-sur-Seine)

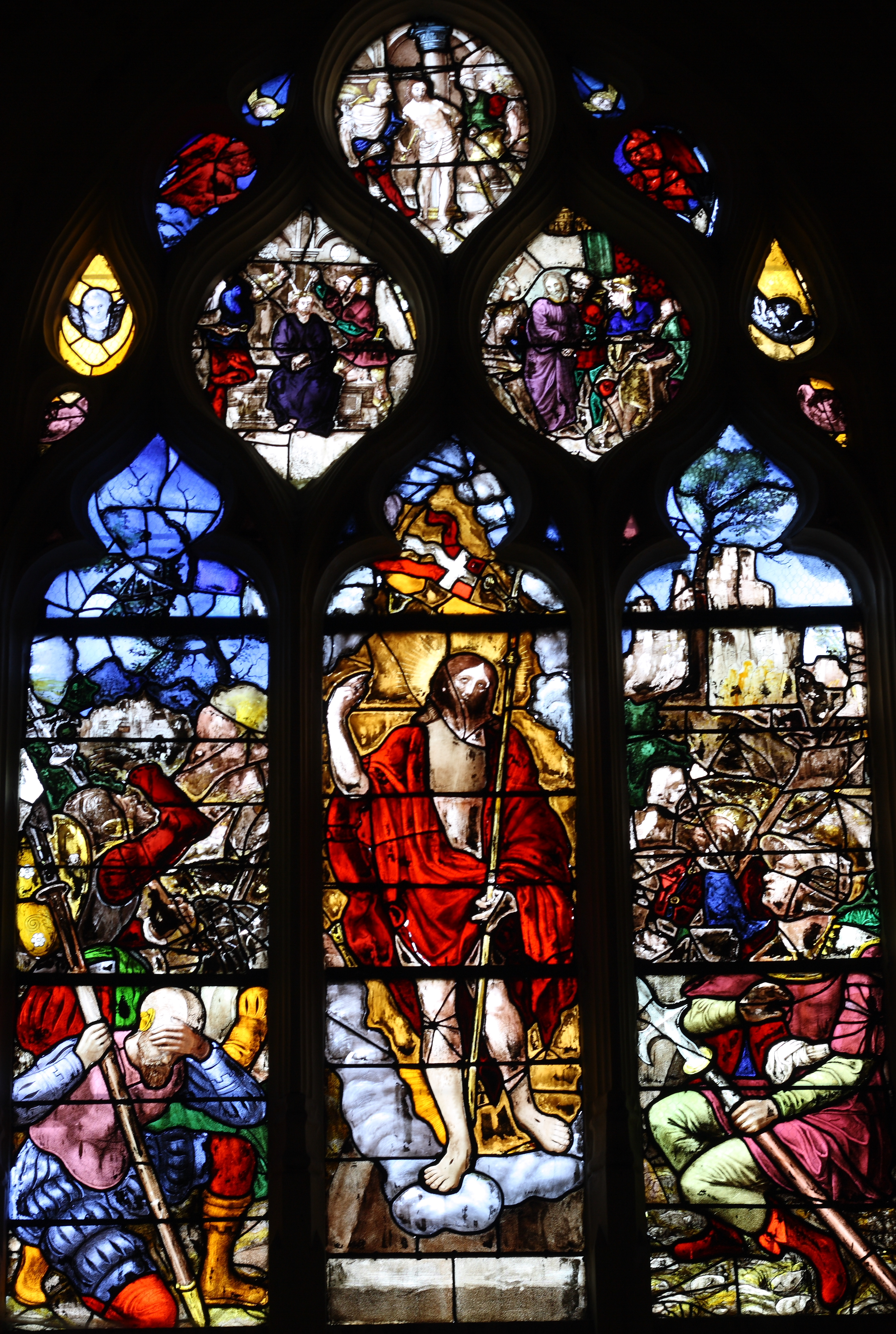
Vitrail de la Résurrection du Christ à Triel-sur-Seine

Le Vitrail de la Résurrection du Christ de l'église Saint-Martin à Triel-sur-Seine, une commune du département des Yvelines dans la région Île-de-France en France, est un vitrail datant du milieu du XVIe siècle. Il a été classé monument historique au titre d'objet en 1862.
Le vitrail no 24, au tout début du second bas-côté sud de la nef, fait partie de la collection des vitraux du XVIe siècle que conserve l'église. Il est attribué, ainsi que plusieurs autres, aux ateliers de Beauvais et de Paris d'Engrand Leprince (mort en 1531) et de ses deux fils Jean et Nicolas. 
La Résurrection occupe le centre de cette composition. Le Christ, vêtu d'un drapé rouge, et brandissant la bannière de la Résurrection, sort du tombeau. De part et d'autre, les soldats chargés de surveiller les lieux sont aveuglés et repoussés. Dans le registre supérieur figurent trois scènes de la Passion du Christ : le Couronnement d'épines, la Flagellation et le Christ amené devant Caïphe.

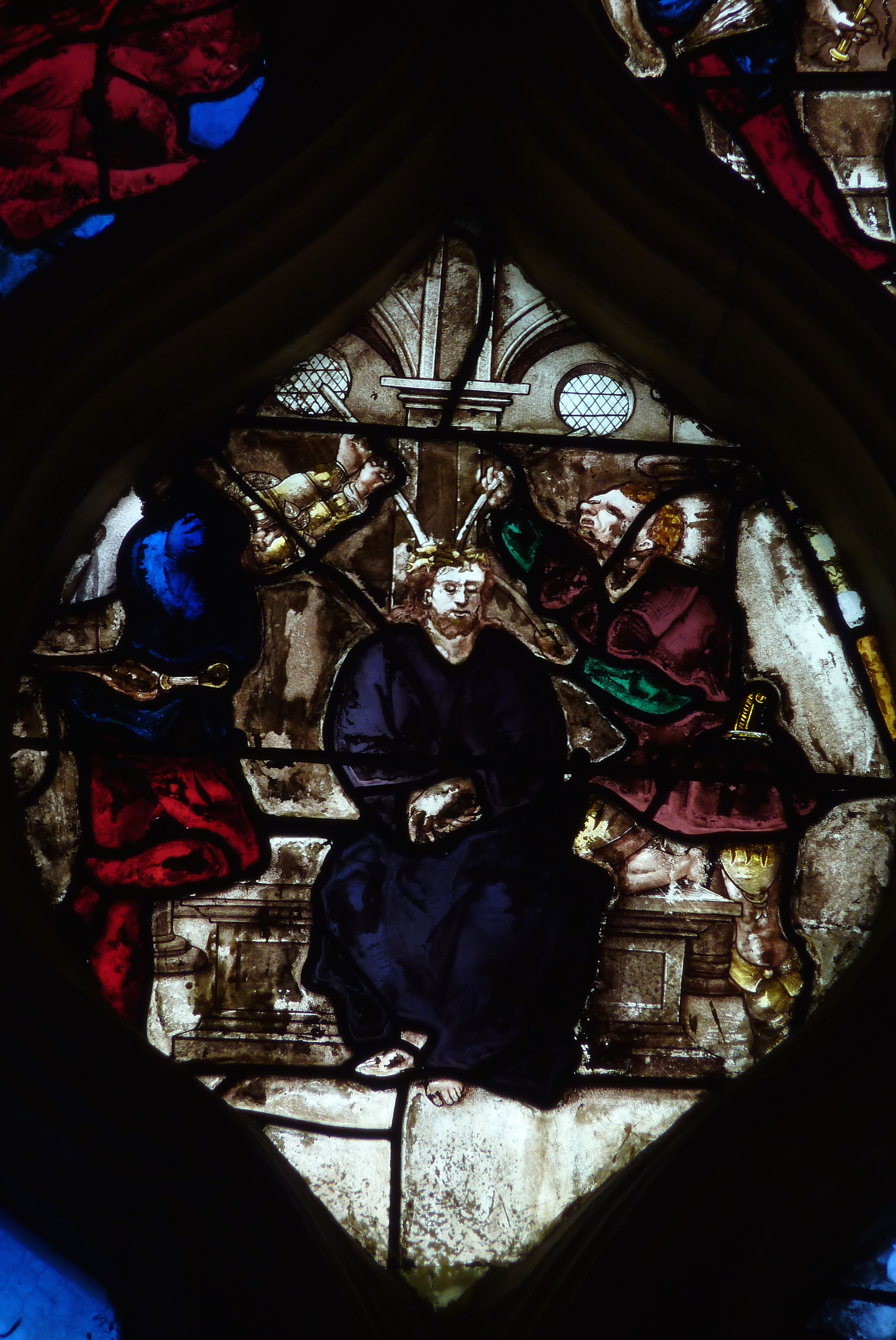
Tympan : Couronnement d'épines
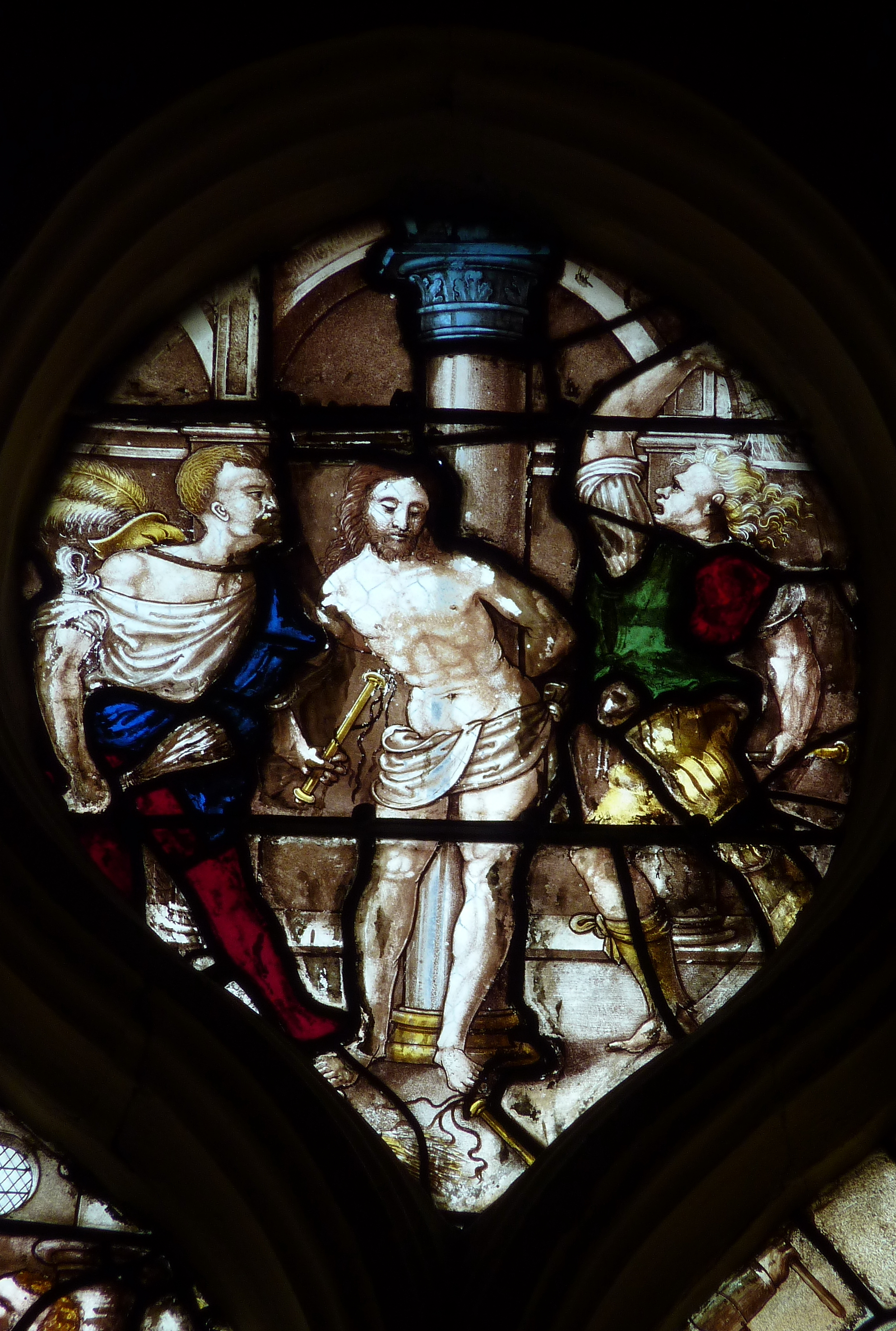
Tympan : Flagellation
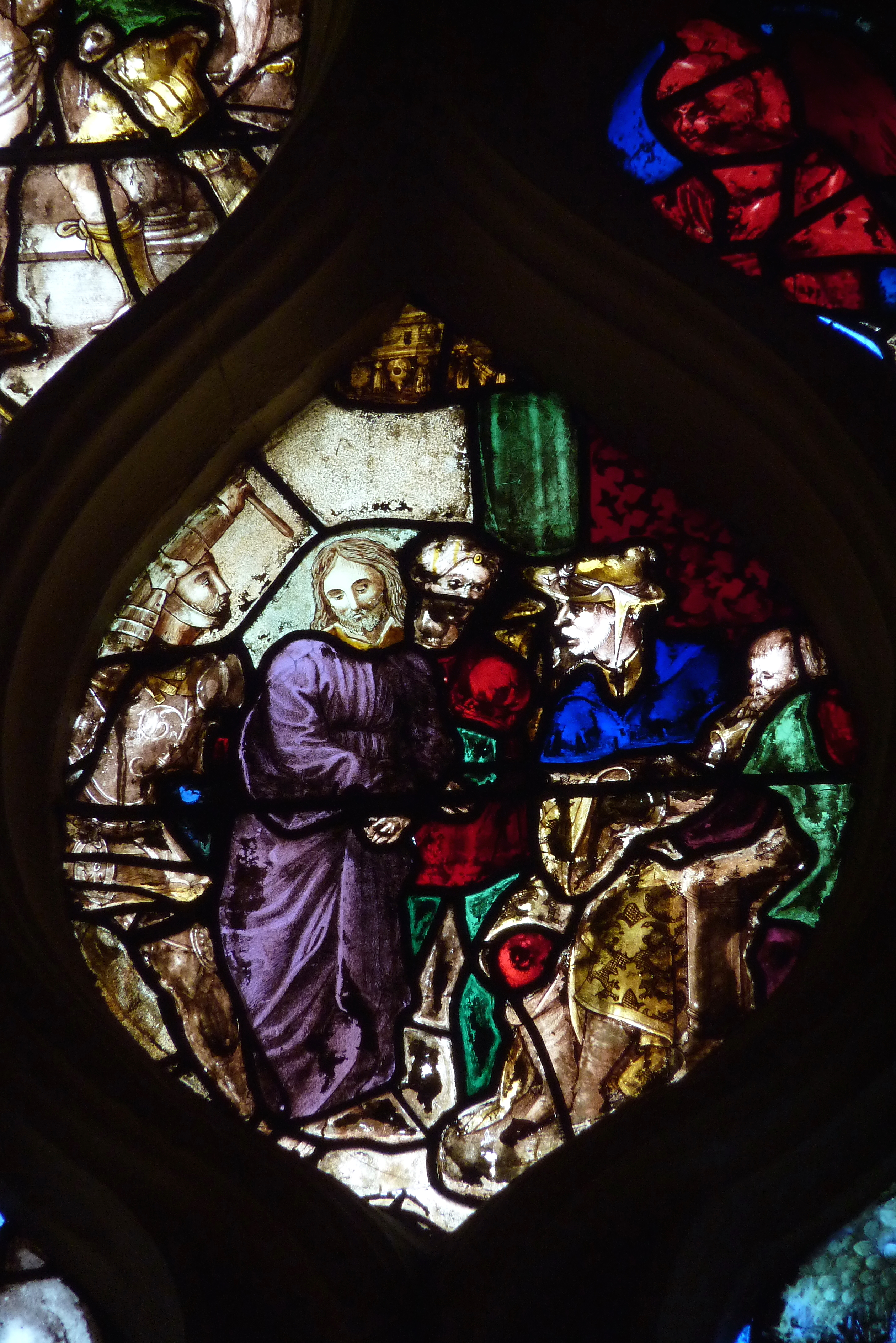
Tympan : Le Christ amené devant Caïphe